# María Muñoz de Quevedo
María Muñoz Portal, conocida como María Muñoz de Quevedo, nacida en La Coruña el 27 de septiembre de 1896 y fallecida en La Habana el 14 de diciembre de 1947, fue una musicologa, directora de coro y pianista gallego-cubana.

## Trayectoria

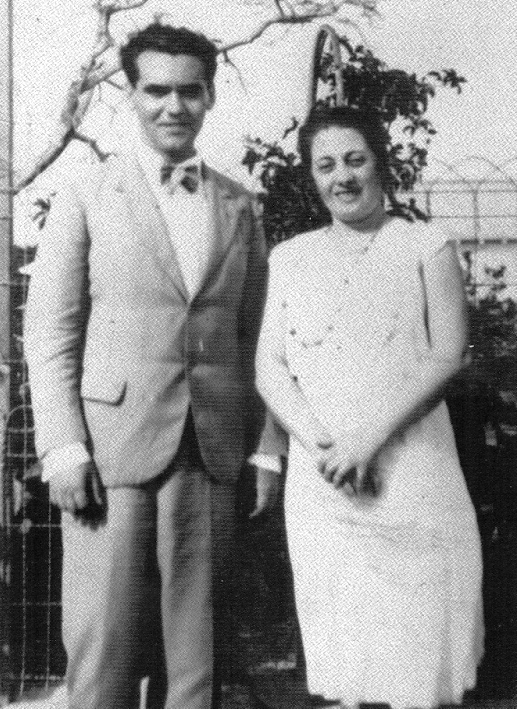
Con Federico García Lorca.

Ganadora del Primer Premio de Piano como alumna de José Tragó el Consevatorio de Madrid. En 1919 se casa con el también músico Antonio Quevedo y se trasladan  a Cuba,  dónde se establecieron allí de por vida.Fue la creadora de la obra musical de enseñanza y dirección coral más importante de Cuba en la primera mitad del siglo XX. En La Habana impartió clases de Piano, Historia de la Música, Análisis  Musical e interpretación Pianistica. Con el también músico español Pedro San Juan Nortes,  fundó la Escuela Filarmónica Nacional, de la que fue nombrada directora, y también impartió lecciones de piano y armonía. En 1922 dimitió de este centro docente para fundar su propio conservatorio, al que le puso el nombre de Bach. 
Junto con su marido Antonio Quevedo fundaron la revista Musicalia en 1928 especializada en la difusión de la música contemporránea de la cual fue directora. La revista incluye estudios de música europea, moderna, popular cubana y estudios afro-cubanos.Contó con la contribución de Manuel de Falla de uqien fue alumna e hizo que la revista fuera una versión moderna e inclusiva de la Revista de Occidente de Ortega y Gasset.
Sus publicaciones y los resultados de su dociencia y dirección llegan hasta nuestros días en el movimiento nacional de coros de Cuba, con méritos ampliamente reconocidos.